# Ninh Giang, Tùng Nguyên
Ninh Giang (chữ Hán giản thể:宁江区) là một quận thuộc địa cấp thị Tùng Nguyên, tỉnh Cát Lâm, Cộng hòa Nhân dân Trung Hoa. Quận này có diện tích 1269 ki-lô-mét vuông, dân số 510.000 người. Mã số bưu chính là 138000.. Về mặt hành chính, quận Ninh Giang được chia thành nhai đạo, trấn, hương.
- Nhai đạo: Văn hóa, Lâm Giang, Công Nông, Đoàn Kết, Dân Chủ, Tiền Tiến, Hòa Bình, Thạch Hóa, Duyên Giang, Phồn Vinh.
- Trấn: Đại Oa, Mao Đô Trạm.
- Hương: Triều Dương, Tân Thành, Hưng Nguyên, Thiện Hữu, Bách Đô, Phong Hoa, Tân Dân.